# Ekholm (vid Hyppeis, Houtskär)
Ekholm är en halvö i Finland.   Den ligger i landskapet Egentliga Finland, i den sydvästra delen av landet, 200 km väster om huvudstaden Helsingfors. Ekholm ligger på ön Houtskär.